# Melanargia craskei
Melanargia craskei är en fjärilsart som beskrevs av Tubbs 1978. Melanargia craskei ingår i släktet Melanargia och familjen praktfjärilar. Inga underarter finns listade i Catalogue of Life.